# Classmate PC
De Classmate PC, voorheen Eduwise genoemd, is Intels instap in de markt van goedkope persoonlijke computers voor kinderen in ontwikkelingslanden. Het is een antwoord op de XO notebook van OLPC One Laptop per Child, die een Geode processor gebruikt van concurrent AMD.
Het Intel World Ahead programma is opgesteld in mei 2006. Intel startte dit programma en ontwierp een platform voor goedkope laptops dat fabrikanten konden gebruiken om lagekost toestellen te fabriceren onder de eigen merknaam. De Classmate PC is een referentie ontwerp van Intel. Intel zal zelf geen subnotebooks fabriceren, maar zal er wel de chips voor leveren.
In Nederland is de Classmate exclusief verkrijgbaar bij de Paradigit Groep, onder de naam SkoolMate. De SkoolMate is voor consumenten zoals ouders met kinderen te koop bij Paradigit. Onderwijsprofessionals kunnen de SkoolMate kopen bij Skool Automatisering.